# Gói đồ nhiều món

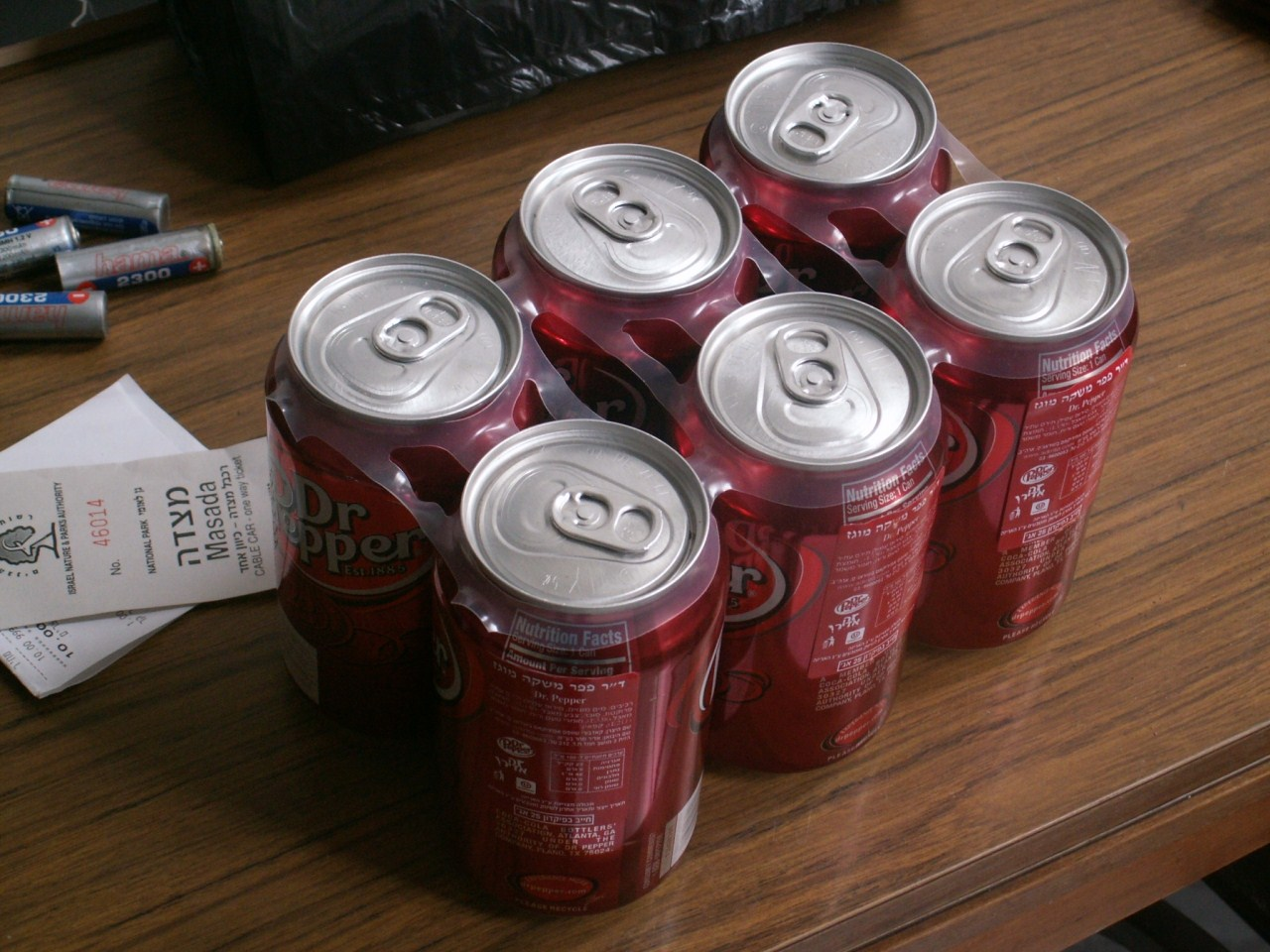
Sáu lon nước ngọt đóng thành một lốc nước ngọt

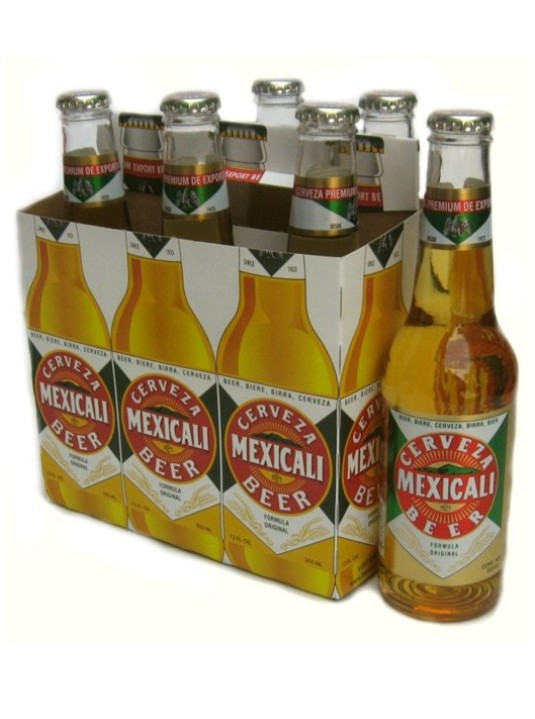
Giỏ bìa đựng nhiều chai bia

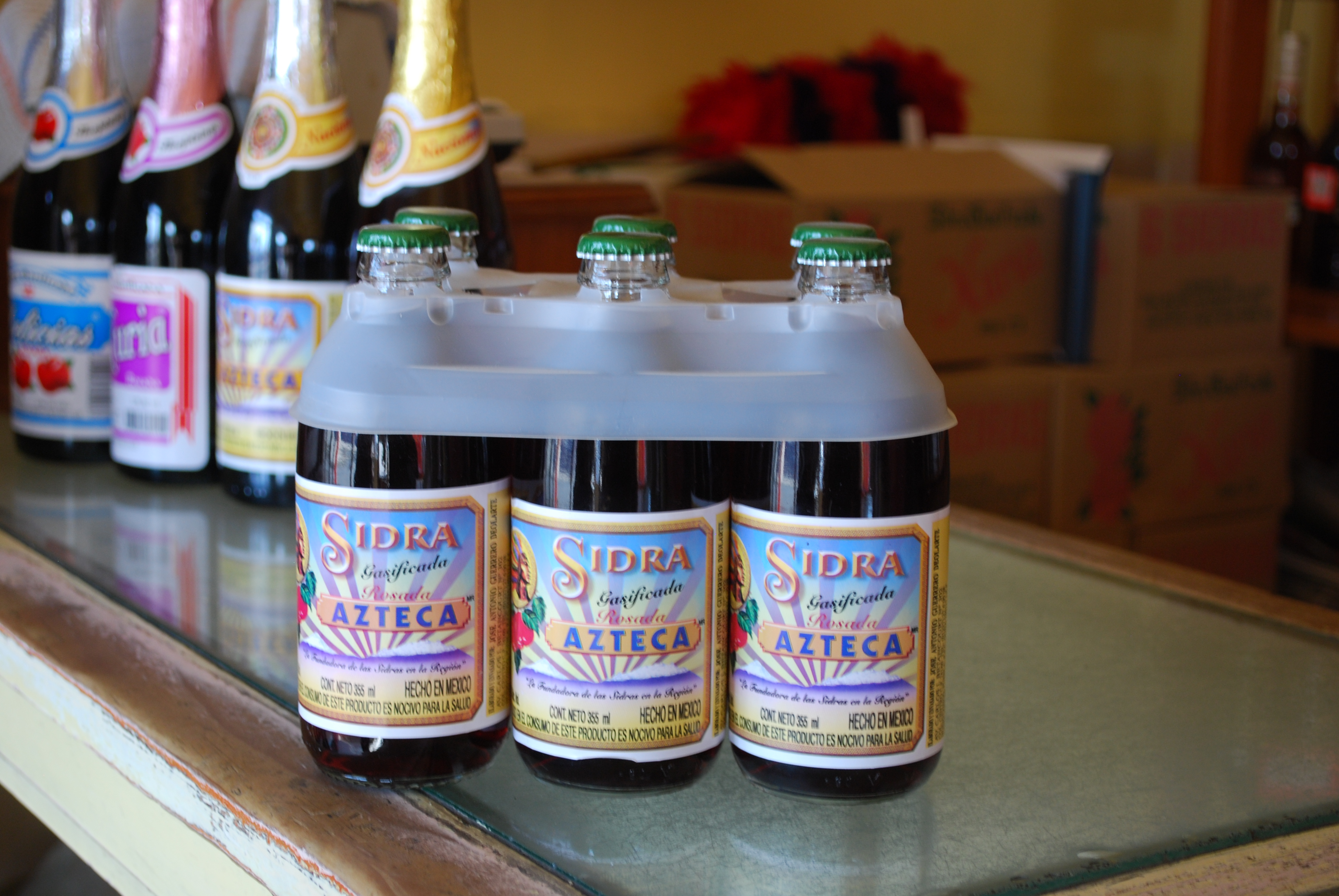
Một lô sáu chai nhựa

Một gói đồ nhiều món hay một lốc, một lô là dạng bao bì kết hợp dùng để giữ nhiều vật phẩm hoặc giữ các gói hàng nhỏ hơn lại với nhau.

## Chức năng
Một lô gói hàng có thể được sử dụng để:
- Kết hợp một số mặt hàng dưới dạng một đơn vị bán hàng lớn hơn, thường giảm chi phí sản xuất
- Cung cấp một bao bì thuận tiện cho việc mang theo nhiều mặt hàng
- Giúp ngăn chặn ăn cắp từng mặt hàng nếu để riêng biệt
- Dễ cung cấp bằng chứng nếu bị ăn cắp
- Giảm tác động đến môi trường của bao bì thứ cấp[1]
- Giữ các món hàng sạch sẽ[2]
- Làm mờ mã vạch trên các sản phẩm riêng lẻ và cung cấp một mã vạch mới cho một lô đa năng

## Phương pháp
Có vô số cách để kết hợp các mặt hàng riêng lẻ thành một lô. Ta có thể sử dụng màng co, băng nhạy áp lực, lớp phủ giấy, chất kết dính, chất mang giấy, kẹp nhựa, v.v.

## Đồ uống
Lon và chai nước giải khát được bán theo lốc như sáu gói, mười hai gói và 24 gói một lốc. Người ta có thể dùng bìa dạng giỏ, bìa overwraps và thùng carton, bìa gợn sóng,... để bọc mấy cái này lại.

## Công dụng khác
Các nhà sản xuất thường gói nhiều mặt hàng khác nhau thành một lô hàng để bán cho dể.

### Bộ sưu tập

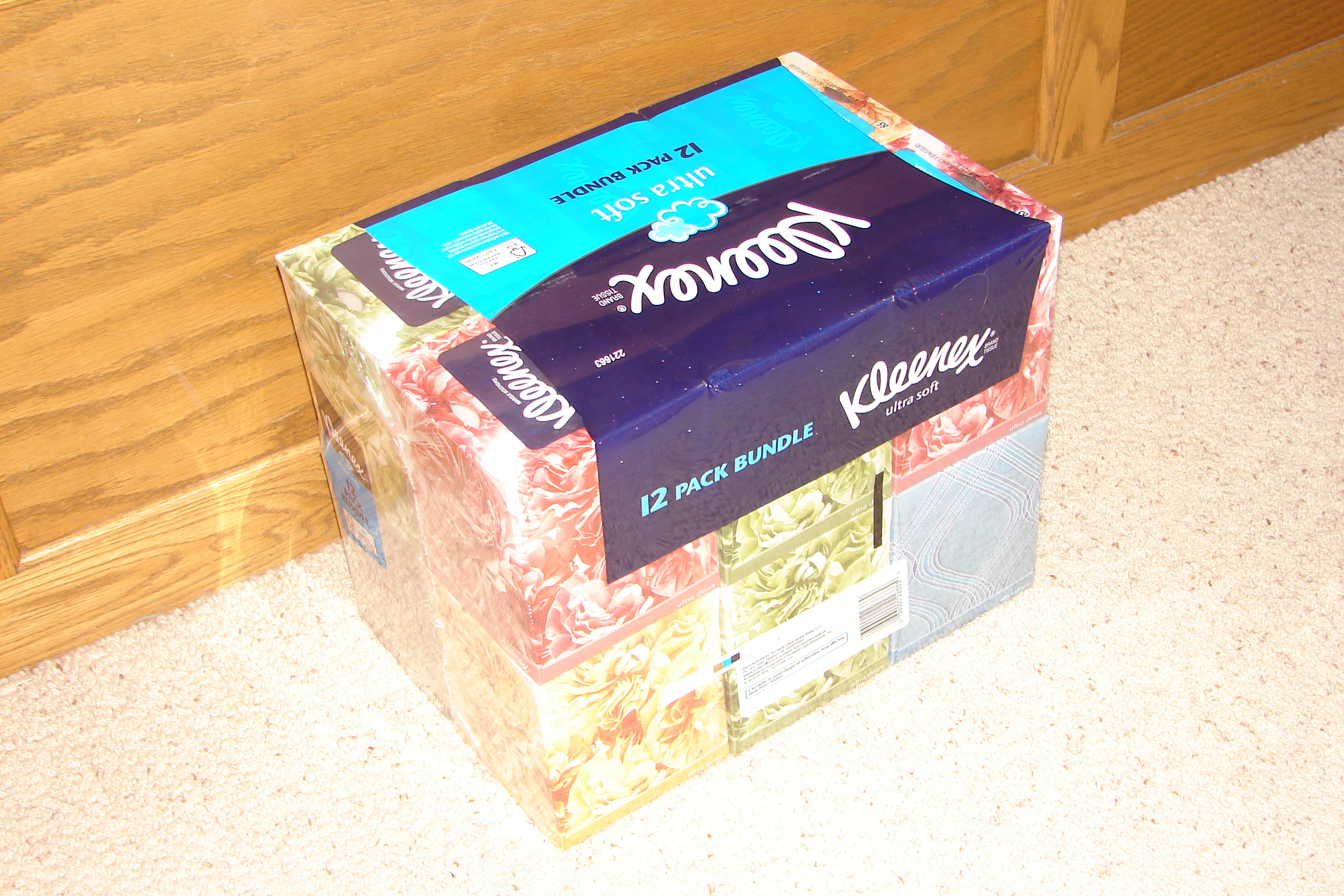
Bịch nilon quấn lại được sử dụng để tạo thành một gói 12 hộp khăn giấy
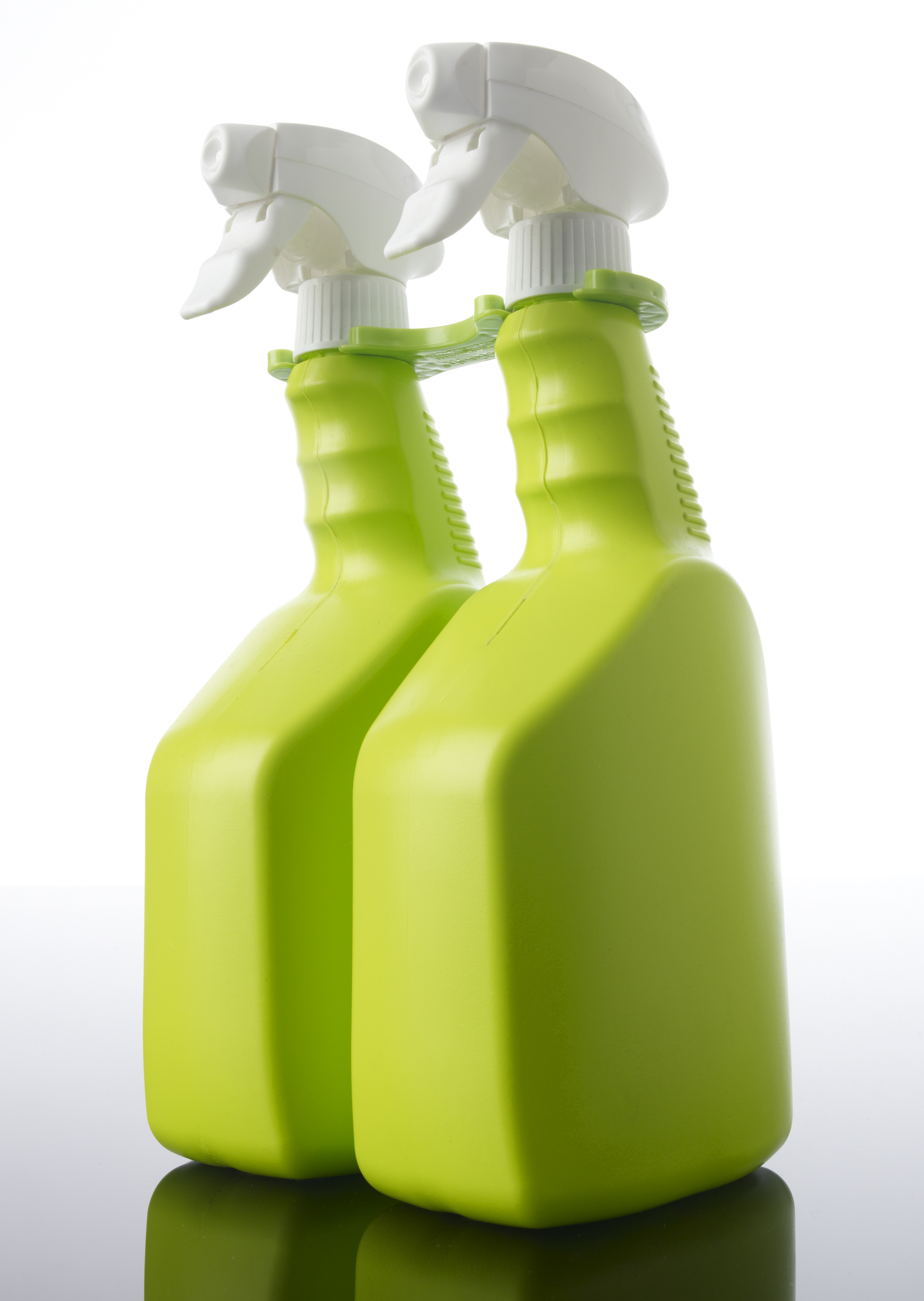
Móc được sử dụng để nối hai chai xịt và cung cấp một tay cầm
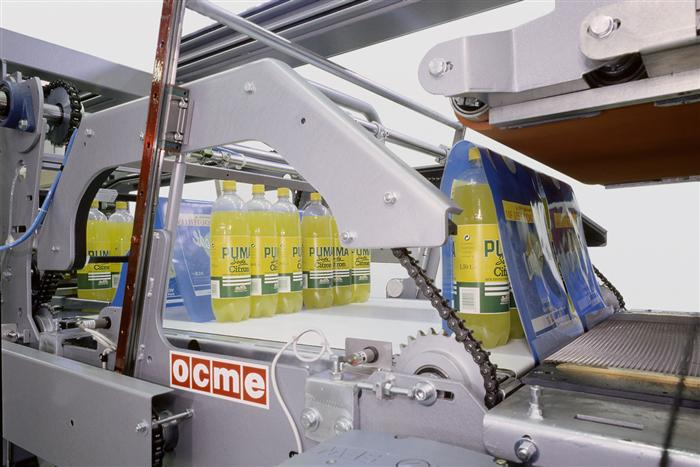
Màng bọc được áp dụng cho nhiều chai nước giải khát
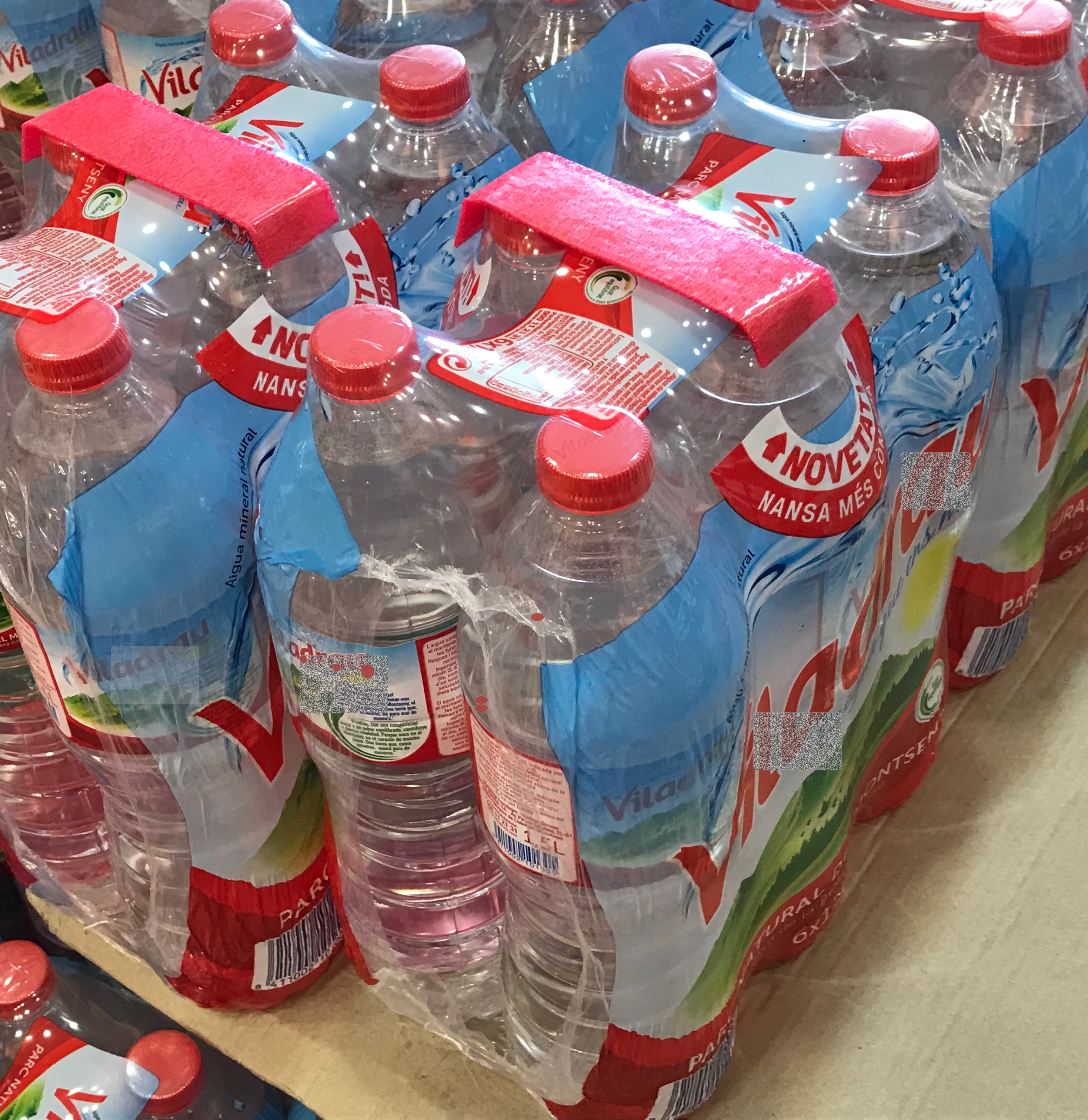
Sáu chai nước trong bọc gói kín